# Madarassy István
Madarassy István (Budapest, 1948. július 16. –) Kossuth-díjas ötvösművész, szobrász.

## Életútja
1968 és 1973 között a Magyar Iparművészeti Főiskolán tanult, mesterei Engelsz József és Illés Gyula voltak. 1974 óta állít ki. 1987-től a DunapART Művészeti Társaság,  1991-től az Európai Tudományos és Művészeti Akadémia (Salzburg) tagja. Kisplasztikái és domborművei, valamint nagyméretű plasztikái elsősorban vallási témákat dolgoznak föl. Budapesten él. Arcképei, szignói és alkotásai szerepelnek a Köztérkép.hu oldalon. 

## Díjak, elismerések
- 1994: Dante Biennálé, Ravenna, aranyérem.
- 2014: Újbuda díszpolgára[2]
- 2019: Kossuth-díj

## Egyéni kiállítások
- 1977 • Budakeszi Szeszgyár Művelődési Ház
- 1986 • Mednyánszky Terem, Budapest
- 1987 • Rudnay Gy. Terem, Eger
- 1988 • Mészöly Terem, Székesfehérvár • Kurhaus, Oberstaufen (D)
- 1990 • Kastély Galéria, Szirák • Atelier Galerie, Bécs
- 1991 • Vigadó Galéria, Budapest • Bacchiglione G., Vicenza (OL)
- 1992 • Gaffelaer G., Breda (NL)
- 1993 • Atelier Galerie, Bécs
- 1994 • Zeneiskola, Dunakeszi
- 1995 • Rathaus, Lauda-Kőnigshofen (D)
- 1996 • Kurhaus, Fischen Fiskina (D) • Kulturális Központ, Maalot-Tarshicha (IZR) • Kulturális Központ, Tel-Aviv (IZR)
- 1997 • Művelődési Ház, Tamási (kat.)
- 1998 • Józsefvárosi Galéria, Budapest
- 1999 • Széchenyi Múzeum, Nagycenk • Ericsson Galéria
- 2000 • Magyar Intézet, Párizs. Válogatott csoportos kiállítások

## Válogatott csoportos kiállítások
- 1975 • Jubileumi Képzőművészeti kiállítás, Műcsarnok, Budapest
- 1986 • Magyar képzőművészek kiállítása, Tübingen (D)
- 1989 • DunapART Művészeti Társaság kiállítása, Vigadó Galéria, Budapest • Studio Panigati, Milano • Aden bei Wien (A) • Sheraton Hotel, Frankfurt (D)
- 1990 • DunapART Művészeti Társaság kiállítása, Bécs • Immenstadt (D)
- 1991 • DunapART Művészeti Társaság kiállítása, Memmingen (D)
- 1992 • Magyar művészek kiállítása, Klagenfurt (A)
- 1998 • DunapART Művészeti Társaság kiállítása, Carrara (OL)
- 1999 • Tisztelet a mesternek, Iparművészeti Múzeum, Budapest.